# 埃爾馬森特 (紐約州)
埃爾馬森特（英語：Elma Center）是位於美國紐約州伊利縣的普查規定居民點。

## 人口
根據2020年美國人口普查的數據，埃爾馬森特的面積為16.26平方千米，皆為陸地。當地共有人口2851人，而人口密度為每平方千米175.34人。